# Landkreis Nabburg
Der Landkreis Nabburg gehörte zum bayerischen Regierungsbezirk Oberpfalz. Sein Gebiet gehört heute größtenteils zum Landkreis Schwandorf.

## Geografie

### Lage
Das Kreisgebiet lag im Naturraum Oberpfälzer Wald im sogenannten Naabgebirge. Von Nord nach Süd flossen die Naab sowie von Ost nach West die Schwarzach, die bei Schwarzenfeld in die Naab mündet, durch das Kreisgebiet. Die höchsten Erhebungen des Landkreises erreichten Höhen von 700 m.

### Wichtige Orte
Die einwohnerstärksten Gemeinden waren Nabburg, Wernberg, Oberköblitz, Pfreimd, Schwarzach, Stulln, Schwarzenfeld, Schmidgaden und Trausnitz.

### Nachbarkreise
Der Landkreis grenzte 1972 im Uhrzeigersinn im Norden beginnend an die Landkreise Neustadt an der Waldnaab, Vohenstrauß, Oberviechtach, Neunburg vorm Wald, Burglengenfeld und Amberg.

## Geschichte

### Landgericht
1803 wurde im Verlauf der Verwaltungsneugliederung Bayerns das Landgericht Nabburg eingerichtet. Dieses wurde nach der Gründung des Königreichs Bayern dem Regenkreis zugeschlagen, dessen Hauptstadt anfangs Straubing war und ab 1810 Regensburg wurde.
1838 wurde der Regenkreis in Kreis Oberpfalz umbenannt aus dem der gleichnamige Regierungsbezirk hervorging.

### Bezirksamt
Das Bezirksamt Nabburg folgte im Jahr 1862 dem flächengleichen Landgericht älterer Ordnung Nabburg.
Am 1. Januar 1926 wurde das Bezirksamt Nabburg um die Gemeinden Deindorf, Glaubendorf und Woppenhof des Bezirksamtes Vohenstrauß vergrößert.

### Landkreis
Am 1. Januar 1939 wurde die reichseinheitliche Bezeichnung Landkreis eingeführt. So wurde aus dem Bezirksamt der Landkreis Nabburg.
Am 1. Juli 1972 wurde der Landkreis Nabburg im Zuge der Gebietsreform in Bayern aufgelöst. Die Gemeinde Kemnath am Buchberg kam zum neuen Landkreis Amberg-Sulzbach. Alle übrigen Gemeinden wurden mit Teilen der Landkreise Amberg,  Burglengenfeld, Neunburg vorm Wald, Oberviechtach, Regensburg und Roding sowie der bis dahin kreisfreien Stadt Schwandorf zum neuen Landkreis Schwandorf zusammengefasst.

## Einwohnerentwicklung
| Jahr | Einwohner | Quelle |
| ---- | --------- | ------ |
| 1864 | 17.985    | [ 5 ]  |
| 1885 | 19.699    | [ 6 ]  |
| 1900 | 18.201    | [ 7 ]  |
| 1910 | 17.760    | [ 7 ]  |
| 1925 | 18.383    | [ 8 ]  |
| 1939 | 20.586    | [ 9 ]  |
| 1950 | 29.216    | [ 10 ] |
| 1960 | 28.100    | [ 11 ] |
| 1971 | 33.100    | [ 12 ] |

## Gemeinden
Vor dem Beginn der bayerischen Gebietsreform umfasste der Landkreis in den 1960er Jahren 41 Gemeinden:
| - Altendorf - Altfalter - Brudersdorf - Deindorf - Diendorf - Dürnersdorf - Dürnsricht - Fronhof - Frotzersricht - Glaubendorf - Gösselsdorf - Guteneck - Högling - Hohentreswitz | - Iffelsdorf - Kemnath am Buchberg - Losau - Nabburg, Stadt - Neunaigen - Oberköblitz - Pamsendorf - Pfreimd, Stadt - Pischdorf - Pretzabruck - Rottendorf - Saltendorf an der Naab - Schmidgaden - Schwarzach bei Nabburg | - Schwarzenfeld - Söllitz - Stein an der Pfreimd - Stulln - Trausnitz - Trisching - Unteraich - Weiding - Weihern - Wernberg - Willhof - Wolfring - Woppenhof |

Landkreis Nabburg, Gemeindegrenzenkarte von 1961

Die Gemeinde Neusath wurde am 1. Januar 1946 nach Diendorf eingemeindet.

## Kfz-Kennzeichen
Am 1. Juli 1956 wurde dem Landkreis bei der Einführung der bis heute gültigen Kfz-Kennzeichen das Unterscheidungszeichen NAB zugewiesen. Es wurde bis zum 3. August 1974 ausgegeben. Aufgrund der Kennzeichenliberalisierung ist es seit dem 10. Juli 2013 wieder im Landkreis Schwandorf und seit dem 12. Juli 2013 auch im Landkreis Amberg-Sulzbach erhältlich.